# 아웃런 (영화)
《아웃런》(영어: The Outrun)은 2024년 개봉한 드라마 영화이다. 노라 핑샤이트가 감독과 공동각본을 맡았으며, 에이미 립트롯의 동명 회고록이 영화의 원작이다.
이 영화는 2024년 1월 19일 선댄스 영화제에서 초연되었다. 이 영화는 2024년 9월 27일 영국에서 스튜디오캐널을 통해, 12월 5일 독일에서 개봉되었다.

## 줄거리
영화는 알코올 중독 치료를 마치고 스코틀랜드 오크니 제도로 돌아온 젊은 여성 로나의 이야기를 비선형적으로 보여준다. 잉글랜드 출신으로 별거 중인 부모님과 번갈아 지내며 아버지의 농장 일을 돕고, 어머니의 종교 모임에 참석한다.
과거 회상 장면에서는 런던에서 생물학 대학원생이었던 로나가 클럽에서 자유를 느끼고 진지한 남자친구 데이닌을 만나지만, 알코올 중독으로 발전하면서 관계에 문제가 생기고, 술에 취해 다치는 사고도 겪는다. 결국 데이닌은 떠나고, 로나는 술에 취한 밤에 공격을 받는다. 이후 재활원에 들어가 90일 금주 프로그램을 마친다.
오크니에서 로나는 타인과 관계 맺는 데 어려움을 느끼고 다시 런던으로 돌아가려 하지만, 배 위에서 강렬한 음주 욕구를 느끼고 계획을 포기한다. 그녀는 희귀 새인 뜸부기를 찾는 영국 왕립 조류 보호 협회 일을 시작한다. 로나의 아버지는 양극성 장애를 앓고 있는데, 우울증에 빠진 아버지가 남긴 와인을 마시고 짧게 재발하기도 한다.
이후 외딴 파파 웨스트레이 섬으로 옮겨 작은 공동체에서 생활하면서 식료품점을 운영하는 알코올 중독자 등 섬 주민들과 교류하고, 해초 생물학에 관심을 갖고 건강을 회복한다. 봄이 되어 섬을 떠날 준비를 하면서, 처음으로 뜸부기의 울음소리를 듣고 기쁨을 느낀다.

## 출연
- 시얼샤 로넌 - 로나
- 사스키아 리브스 - 애니
- 스티븐 딜레인/스콧 밀러(아역) - 앤드루
- 로런 라일 - 줄리
- 파파 에시에두 - 데이닌
- 이주카 호일
- 에일리 피셔
- 나오미 워스너
- 다냘 이스마일
- 포지 스털링
- 패치 벨
- 나빌 엘루아하비
- 잭 룩